# Sadri Ahmeti
Sadri Ahmeti (ur. 23 marca 1939 we wsi Vuthaj k. Plavu w Czarnogórze, zm. 24 czerwca 2010 w Tiranie) – albański malarz i poeta.

## Życiorys
Urodził się we wsi Vuthaj, na pograniczu Czarnogóry i Albanii, w rodzinie albańskiej. Ukończył szkołę średnią w Pejë. 23 października 1957 przekroczył nielegalnie granicę wraz z trójką swoich braci i przedostał się do Albanii. Tam został uwięziony pod zarzutem współpracy z UDBA, a następnie internowany przez rok w Llakatundzie. W 1958 rozpoczął naukę w szkole rolniczej w Kavajë. Za wykonaniu karykatury Chruszczowa został usunięty ze szkoły i internowany we wsi Çermë k. Lushnji. W 1960 podjął pracę jako agronom we wsi Kutalli, a następnie w administracji kołchozu w Krui. W latach 1966–1970 pracował w gospodarce komunalnej. We wrześniu 1970 zdał na studia w Instytucie Sztuk w Tiranie, ale kilka miesięcy później został aresztowany za uprawianie propagandy antypaństwowej. Skazany przez Sąd Okręgowy w Tiranie na cztery lata pozbawienia wolności. Karę odbywał w obozie w Spaçu.
W 1973 uwolniony z więzienia został internowany we wsi Balëz k. Elbasanu, gdzie pracował w cementowni do lat 90. Po upadku komunizmu osiedlił się w Tiranie, a w 1994 ukończył studia w Akademii Sztuk w Tiranie. Malował obrazy o tematyce historycznej, a także pejzaże. Był autorem 10 tomików poezji. W 1994 został uhonorowany przez ministerstwo kultury nagrodą Onufri.

## Poezja
- 1991: Dielli për në Ballkan nuk kalon nëpër Goli Otok
- 1993: Një e qeshur harbon nëpër errësirë
- 1996: Masakra e Tivarit
- 1999: 33 vjet në mitrën e ferrit të fjalës
- 2000: Vallja e katrahurave
- 2001: Kalëroj rreth botës mbi re
- 2001: Tek lahem në argjendin e hënës